# 711 هـ
711 هـ هي سنة في التقويم الهجري امتدت مقابلةً في التقويم الميلادي بين سنتي 1311 و1312.

## وفيات
- ابن شيخ الحزامين
- حسام الدين السغناقي
- ابن منظور